# Zsana
Zsana est un village et une commune du comitat de Bács-Kiskun en Hongrie.